# Sergio Appiani
Sergio Appiani (Calvisano, 25 luglio 1963) è un rugbista a 15 italiano, di ruolo terza linea ala.
Lega indissolubilmente la sua carriera alla squadra del suo paese, il Calvisano.
In nazionale esordisce il 7 dicembre 1985 nella vittoria contro la Romania in Coppa FIRA 1985-1987 nella quale mette a segno anche una meta. In tutto raccoglie 4 presenze con la maglia azzurra.